# Trichosetodes semibrunneus
Trichosetodes semibrunneus är en nattsländeart som beskrevs av Georg Ulmer 1923. Trichosetodes semibrunneus ingår i släktet Trichosetodes och familjen långhornssländor. Inga underarter finns listade i Catalogue of Life.